# Académie de Saint-Luc
Académie de Saint-Luc var en målarakademi i Paris, grundad 1391 och stängd 1777. Ursprungligen ett målarskrå, kom det länge att vara Paris mest framstående utbildningsinstitution för konst och en betydelsefull rival den till kungliga franska konstakademien fram till att den tvingades stänga genom kungligt dekret. En stor mängd berömda konstnärer fick sin utbildning i och var medlemmar av akademien. 